# John Nunn
John Denis Martin Nunn (ur. 25 kwietnia 1955 w Londynie) – angielski szachista i matematyk, arcymistrz od 1978 roku.

## Kariera szachowa

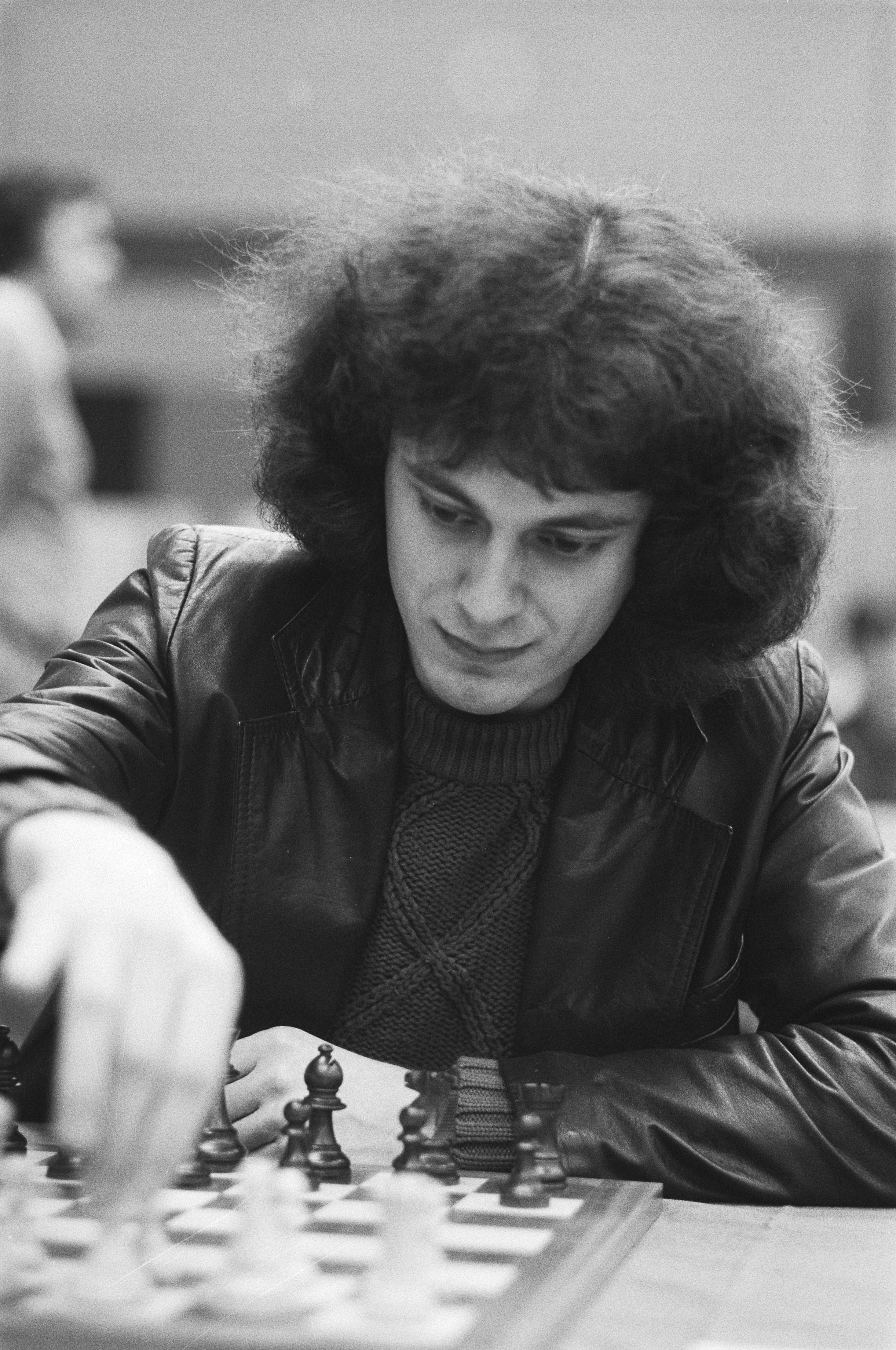
John Nunn, Wijk aan Zee 1982

Pierwszy międzynarodowy sukces odniósł w 1975 r., zdobywając w Groningen tytuł mistrza Europy juniorów do 20 lat. W 1980 r. w Brighton zdobył tytuł mistrza Wielkiej Brytanii. W kolejnych latach zwyciężył bądź podzielił I miejsca w wielu międzynarodowych turniejach, m.in. w Helsinkach (1981, I-II), Wiesbaden (1981), Wijk aan Zee (trzykrotnie w latach 1982 [I-II], 1990 oraz 1991), Biel (1983, I-II), Gjøvik (1983, I-III), Brighton (1983), Zurychu (1984), Hastings (1994) oraz Paignton (2000, I-II).
Dwukrotnie startował w międzystrefowych rozgrywkach o tytuł mistrza świata, ale ani razu nie udało mu się awansować do grona pretendentów do tego tytułu. Najbliżej osiągnięcia tego sukcesu był w roku 1987, zajmując w Sziraku III-IV miejsce. W rozegranym w Budapeszcie dodatkowym meczu o jedno miejsce premiowane awansem uległ jednak Lajosowi Portischowi.
Wielokrotnie reprezentował Anglię w turniejach drużynowych, m.in.:
- dziesięciokrotnie na olimpiadach szachowych (w latach 1976, 1978, 1980, 1982, 1984, 1986, 1988, 1990, 1992, 1994); ośmiokrotny medalista: wspólnie z drużyną – trzykrotnie srebrny (1986, 1988, 1989) i dwukrotnie brązowy (1976, 1990) oraz indywidualnie – dwukrotnie złoty (1984 – za wynik rankingowy, 1984 – na II szachownicy) i srebrny (1988 – na III szachownicy)[2],
- trzykrotnie na drużynowych mistrzostwach świata (w latach 1985, 1989, 1997); dwukrotny medalista: wspólnie z drużyną – dwukrotnie brązowy (1985, 1989)[3],
- pięciokrotnie na drużynowych mistrzostwach Europy (w latach 1977, 1980, 1983, 1989, 1992); czterokrotny medalista: wspólnie z drużyną – dwukrotnie brązowy (1980, 1992) oraz indywidualnie – złoty (1980 – na III szachownicy) i srebrny (1989) – na I szachownicy)[4].

W 2014 r. zdobył w Katerini brązowy medal mistrzostw świata seniorów (w kategorii powyżej 50 lat).
Najwyższy ranking w karierze osiągnął 1 stycznia 1995 r., z wynikiem 2630 punktów dzielił wówczas 26-32. miejsce na światowej liście FIDE, jednocześnie zajmując 3. miejsce (za Michaelem Adamsem i Nigelem Shortem) wśród angielskich szachistów).
Od 1999 r. występuje sporadycznie w turniejach, koncentrując się głównie na rozgrywkach drużynowych w Anglii i Niemczech oraz na startach w turniejach rozwiązywania zadań szachowych (ang. solving), w których osiągnął wybitne sukcesy. W 2004 r. zdobył w Chalkidiki tytuł mistrza świata tej odmiany szachów oraz jako trzeci arcymistrz gry praktycznej (po Jonathanie Mestelu i Ramie Sofferze) otrzymał tytuł arcymistrza. W 2007 r. zdobył drugi, a w 2010 r. – trzeci tytuł mistrza świata. Na liście rankingowej w dniu 1 kwietnia 2014 r. dotyczącej rozgrywek w rozwiązywaniu zadań zajmował 3. miejsce na świecie z wynikiem 2734 punktów.
Jest również uznanym szachowym publicystą, jego książki poświęcone grze końcowej należą do najlepszych z tego gatunku.

## Życie prywatne
W roku 1978 ukończył studia na Uniwersytecie Oksfordzkim, posiada tytuł doktora matematyki (praca doktorska dotyczyła topologii algebraicznej).
Jego małżonką jest Petra Fink, pochodząca z Niemiec szachistka z tytułem mistrzyni FIDE.

## Publikacje
- 101 Brilliant Chess Miniatures (2000), Gambit Publications. ISBN 1-901983-16-1.
- Beating the Sicilian 3 (1995, razem z Joe Gallagherem), Henry Holt & Co. ISBN 0-8050-4227-X.
- The Complete Najdorf 6. Bg5 (1997), International Chess Enterprises. ISBN 1-879479-45-1.
- Endgame Challenge (2002), Gambit Publications. ISBN 1-901983-83-8.
- Grandmaster Chess Move by Move (2005), Gambit Publications. ISBN 1-904600-34-4.
- John Nunn's Best Games (2001), Batsford. ISBN 0-7134-7726-1.
- John Nunn's Chess Puzzle Book (1999), Gambit Publications. ISBN 1-901983-08-0.
- Learn Chess (2000), Gambit Publications. ISBN 1-901983-30-7.
- Learn Chess Tactics (2004), Gambit Publications. ISBN 1-901983-98-6.
- Mammoth Book of the World's Greatest Chess Games (2004, razem z Grahamem Burgessem i Johnem Emmsem), Carroll & Graf. ISBN 0-7867-1411-5.
- Nunn's Chess Openings (1999), Everyman Chess. ISBN 1-85744-221-0.
- Secrets of Grandmaster Chess (1997), International Chess Enterprises. ISBN 1-879479-54-0.
- Secrets of Minor Piece Endings (2001), Rowman Littlefield. ISBN 0-7134-7727-X.
- Secrets of Pawnless Endings (1994, 2002), Gambit Publications. ISBN 1-901983-65-X.
- Secrets of Practical Chess (1998), Gambit Publications. ISBN 1-901983-01-3.
- Secrets of Rook Endings (1992, 1999), Gambit Publications. ISBN 1-901983-18-8.
- Solving in Style (1995, 2002), Gambit Publications. ISBN 1-901983-66-8.
- Tactical Chess Endings (2003), Batsford. ISBN 0-7134-5937-9.
- Understanding Chess Move by Move (2001), Gambit Publications. ISBN 1-901983-41-2.